# Tähti Alver
Tähti Alver (* 4. Dezember 1994 in Tartu) ist eine estnische Leichtathletin, die im Weit- und Dreisprung antritt.

## Sportliche Laufbahn
Erste internationale Erfahrungen sammelte Tähti Alver im Jahr 2015, als sie bei den U23-Europameisterschaften im heimischen Tallinn mit 5,68 m und 12,74 m jeweils in der Qualifikation ausschied. 2017 wurde sie bei der Sommer-Universiade in Taipeh mit 12,87 m Achte im Dreisprung und schied im Weitsprung mit einer Weite von 5,81 m in der Qualifikation aus. 2018 nahm sie an den Europameisterschaften in Berlin teil, konnte sich aber auch dort mit 13,76 m nicht für das Finale qualifizieren, wie auch bei den Halleneuropameisterschaften in Glasgow im Jahr darauf mit 13,39 m. Anschließend schied sie bei den Studentenweltspielen in Neapel mit 12,76 m in der Qualifikation aus.
2015, 2017 und 2019 wurde Alver estnische Meisterin im Dreisprung im Freien und 2019 auch in der Halle. Im Weitsprung siegte sie 2020 im Freien sowie 2019 in der Halle.

## Persönliche Bestleistungen
- Weitsprung: 6,54 m (+1,9 m/s), 9. August 2020 in Tallinn
  - Weitsprung (Halle): 6,36 m, 18. Februar 2018 in Tallinn
- Dreisprung: 14,05 m (+0,9 m/s), 18. Juli 2018 in Tallinn
  - Dreisprung (Halle): 13,75 m, 10. Februar 2018 in Tallinn